# Iglesia de San Bartolomé (La Valldan)
La iglesia de San Bartolomé (en catalán: església de Sant Bartomeu) es la antigua iglesia parroquial de La Valldan, núcleo de población perteneciente al municipio de Berga, provincia de Barcelona, Cataluña, España. Está protegida como bien cultural de interés local.

## Descripción
Iglesia de una sola nave cubierta con vuelta apuntalada y con el interior totalmente escayolado. El ábside ha quedado absorbido por otras construcciones de época moderna. El menaje del muro es de sillares de piedra muy escuadrados y dispuestos en hileras. En el muro de mediodía hay una puerta de arco de medio punto tapiada y una ventana de doble rasgada.
La puerta de acceso a la iglesia es al muro de ponente con un arco de medio punto cubierto con una arcada. La cubierta es a dos aguas con teja árabe. No tiene mucha aperturas pero destaca, a los pies de la iglesia, una tueste campanario de sección cuadrada, muy posiblemente, posterior en el tiempo.

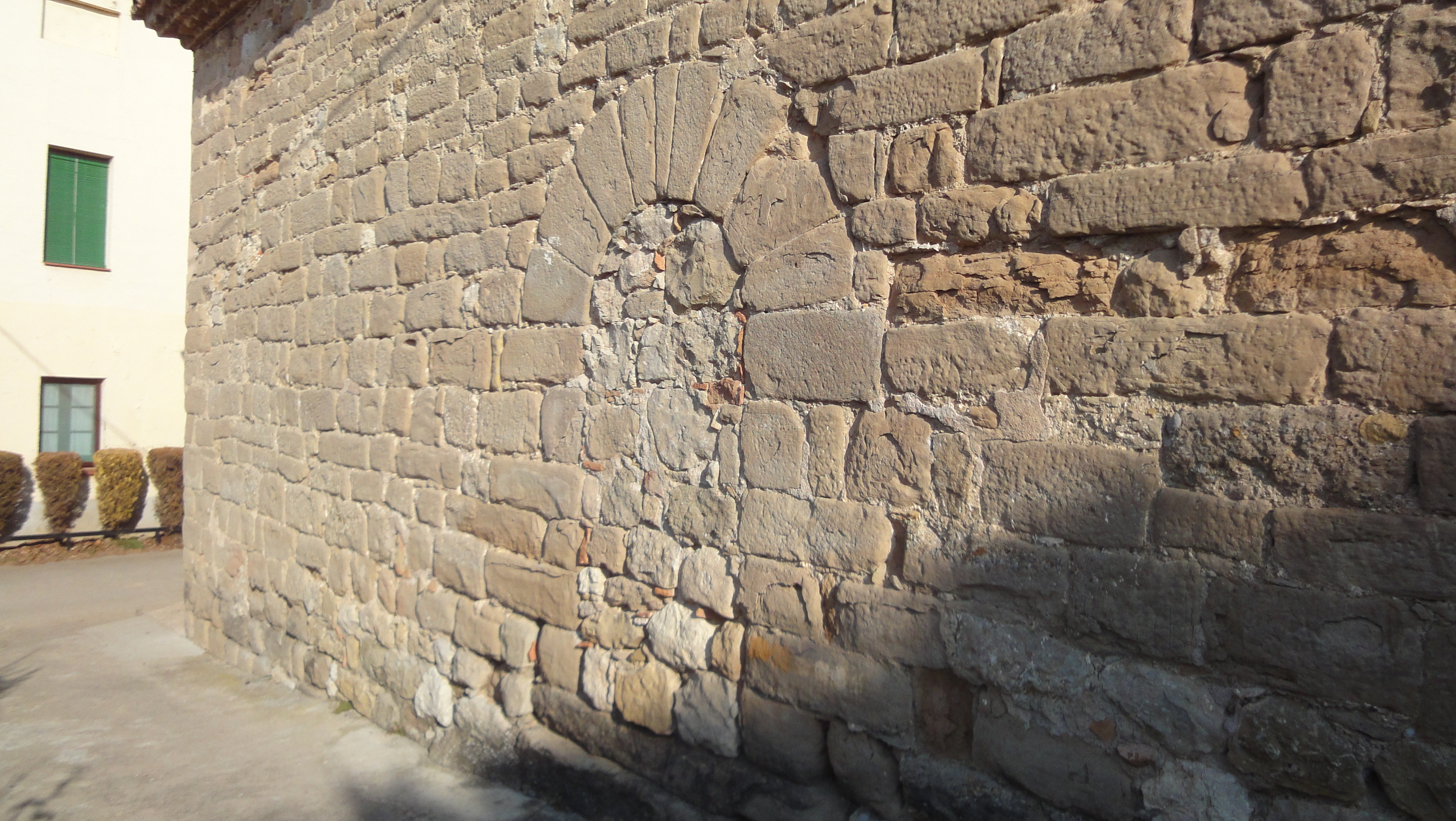
Puerta cegada al muro de mediodía

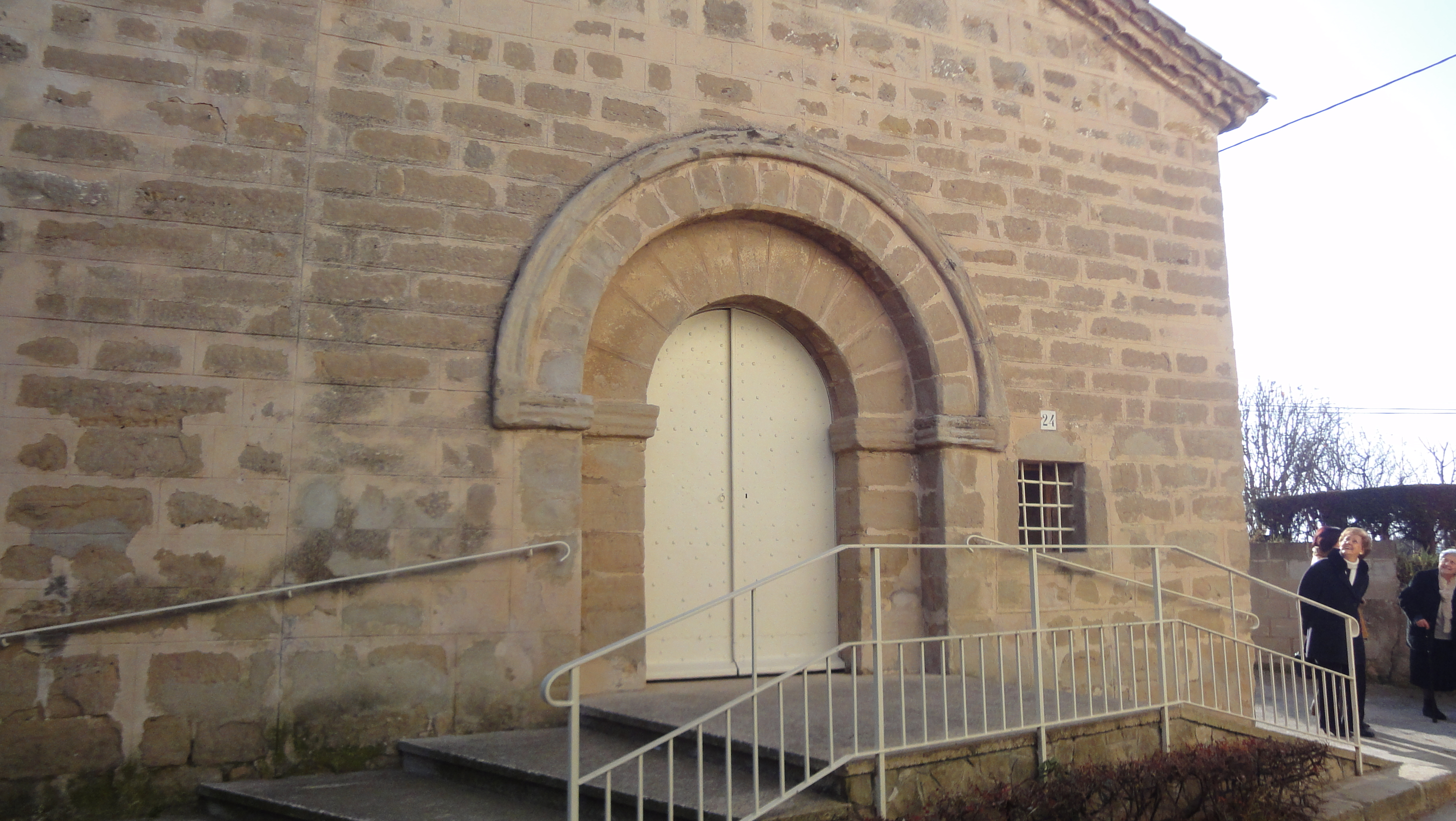
Trae acceso a la iglesia

## Historia
Esta iglesia fue sufragànea de Sant Pere de Madrona, hasta que el 1909 se convirtió en parroquia. El 1939 fue anexionada a la parroquia de Berga. El año 1963 el pueblo fue agregado en Berga.
Fue bendecida el 24 de agosto de 1607, reconstruyendo una antigua capilla románica del siglo XIII, conocida con el nombre de Santo Salvador de Monterrot. 
A lo largo de los siglos XVI al XVIII, se hicieron reformas significativas, apertura de una nueva puerta a ponente y la anulación del ábside. El año 1943 y el 1965 fue restaurada, y se añadió el campanario de ladrillos.